# Prinia rocki
Prinia rocki (принія аннамська) — вид горобцеподібних птахів родини тамікових (Cisticolidae). Мешкає в Південно-Східній Азії.

## Таксономія
До 2019 року аннамська принія вважалася підвидом бурої принії, однак за результатами молекурярно-генетичного дослідження була визнана окремим видом разом з бірманською принією.

## Поширення і екологія
Аннамська принія мешкає на плато Лам В'єн в Аннамських горах на кордоні Південного В'єтнаму і Східної Камбоджі.